# Kademlia
Kademlia是一种通过分散式雜湊表实现的协议算法，它是由Petar Maymounkov与David Mazières为非集中式P2P计算机网络而设计的。Kademlia规定了网络的结构，也规定了通过节点查询进行信息交换的方式。参与通讯的所有节点形成一张虚拟网（或者叫做覆盖网）。这些节点通过一组数字（或称为节点ID）来进行身份标识。节点ID不仅可以用来做身份标识，还可以用来进行值定位（值通常是文件的散列或者关键词）。其实，节点ID与文件散列直接对应，它所表示的那个节点存储着哪儿能够获取文件和资源的相关信息。当我们在网络中搜索某些值（即通常搜索存储文件散列或关键词的节点）的时候，Kademlia算法需要知道与这些值相关的键，然后分步在网络中开始搜索。每一步都会找到一些节点，这些节点的ID与键更为接近，如果有节点直接返回搜索的值或者再也无法找到与键更为接近的节点ID的时候搜索便会停止。这种搜索值的方法是非常高效的：与其他的分散式雜湊表的实现类似，在一个包含n个节点的系统的值的搜索中，Kademlia仅访问O(log(n))个节点。非集中式网络结构还有更大的优势，那就是它能够显著增强抵御拒绝服务攻击的能力。即使网络中的一整批节点遭受泛洪攻击，也不会对网络的可用性造成很大的影响，通过绕过这些漏洞（被攻击的节点）来重新编织一张网络，网络的可用性就可以得到恢复。

## 系统细节
第一代P2P文件分享网络，像Napster，依赖于中央数据库来协调网络中的查询，第二代P2P网络，像Gnutella，使用氾濫式查詢（query flooding）来查询文件，它会搜索网络中的所有节点，第三代p2p网络使用分散式雜湊表来查询网络中的文件，分散式雜湊表在整个网络中储存资源的位置，这些协议追求的主要目标就是快速定位期望的节点。Kademlia基于两个节点之间的距离计算，该距离是两个网络节点ID号的异或（ XOR distance ），计算的结果最终作为整型数值返回。关键字和节点ID有同样的格式和长度，因此，可以使用同样的方法计算关键字和节点ID之间的距离。节点ID一般是一个大的随机数，选择该数的时候所追求的一个目标就是它的唯一性（希望在整个网络中该节点ID是唯一的）。异或距离跟实际上的地理位置没有任何关系，只与ID相关。因此很可能来自德国和澳大利亚的节点由于选择了相似的随机ID而成为邻居。选择异或是因为通过它计算的距离享有几何距离公式的一些特征，尤其体现在以下几点：节点和它本身之间的异或距离是0；异或距离是对称的：即从A到B的异或距离与从B到A的异或距离是等同的；异或距离符合三角不等式：三个顶点A B C，AC异或距离小于或等于AB异或距离和BC异或距离之和。由于以上的这些属性，在实际的节点距离的度量过程中计算量将大大降低。Kademlia搜索的每一次迭代将距目标至少更近1 bit。一个基本的具有2的n次方个节点的Kademlia网络在最坏的情况下只需花n步就可找到被搜索的节点或值。

### 路由表
为了说明简单，本部分基于单个bit构建路由表，如需关于实际路由表的更多信息，请看“查询加速”部分。
Kademlia路由表由多个列表组成，每个列表对应节点ID的一位（例如：假如节点ID共有128位，则节点的路由表将包含128个列表），包含多个条目，条目中包含定位其他节点所必要的一些数据。列表条目中的这些数据通常是由其他节点的IP地址，端口和节点ID组成。每个列表对应于与节点相距特定范围距离的一些节点，节点的第n个列表中所找到的节点的第n位与该节点的第n位肯定不同，而前n-1位相同，这就意味着很容易使用网络中远离该节点的一半节点来填充第一个列表（第一位不同的节点最多有一半），而用网络中四分之一的节点来填充第二个列表（比第一个列表中的那些节点离该节点更近一位），依次类推。如果ID有128个二进制位，则网络中的每个节点按照不同的异或距离把其他所有的节点分成了128类，ID的每一位对应于其中的一类。随着网络中的节点被某节点发现，它们被逐步加入到该节点的相应的列表中，这个过程中包括向节点列表中存信息和从节点列表中取信息的操作，甚至还包括当时协助其他节点寻找相应键对应值的操作。这个过程中发现的所有节点都将被加入到节点的列表之中，因此节点对整个网络的感知是动态的，这使得网络一直保持着频繁地更新，增强了抵御错误和攻击的能力。
在Kademlia相关的论文中，列表也称为K桶，其中K是一个系统变量，如20，每一个K桶是一个最多包含K个条目的列表，也就是说，网络中所有节点的一个列表（对应于某一位，与该节点相距一个特定的距离）最多包含20个节点。随着对应的bit位变低（即对应的异或距离越来越短），K桶包含的可能节点数迅速下降（这是由于K桶对应的异或距离越近，节点数越少），因此，对应于更低bit位的K桶显然包含网络中所有相关部分的节点。由于网络中节点的实际数量远远小于可能ID号的数量，所以对应那些短距离的某些K桶可能一直是空的（如果异或距离只有1，可能的数量就最大只能为1，这个异或距离为1的节点如果没有发现，则对应于异或距离为1的K桶则是空的）。

Network partition for node 110

让我们看右边的那个简单网络，该网络最大可有2^3，即8个关键字和节点，目前共有7个节点加入，每个节点用一个小圈表示（在树的底部）。我们考虑那个用黑圈标注的节点6，它共有3个K桶，节点0，1和2（二进制表示为000，001和010）是第一个K桶的候选节点，节点3目前（二进制表示为011）还没有加入网络，节点4和节点5（二进制表示分别为100和101）是第二个K桶的候选节点，只有节点7（二进制表示为111）是第3个K桶的候选节点。图中，3个K桶都用灰色圈表示，假如K桶的大小（即K值）是2，那么第一个K桶只能包含3个节点中的2个。众所周知，那些长时间在线连接的节点未来长时间在线的可能性更大，基于这种静态统计分布的规律，Kademlia选择把那些长时间在线的节点存入K桶，这一方法增长了未来某一时刻有效节点的数量，同时也提供了更为稳定的网络。当某个K桶已满，而又发现了相应于该桶的新节点的时候，那么，就首先检查K桶中最早访问的节点，假如该节点仍然存活，那么新节点就被安排到一个附属列表中（作为一个替代缓存）.只有当K桶中的某个节点停止响应的时候，替代cache才被使用。换句话说，新发现的节点只有在老的节点消失后才被使用。

### 协议消息
Kademlia协议共有四种消息。
- PING消息—用来测试节点是否仍然在线。
- STORE消息—在某个节点中存储一个键值对。
- FIND_NODE消息—消息请求的接收者将返回自己桶中离请求键值最近的K个节点。
- FIND_VALUE消息，与FIND_NODE一样，不过当请求的接收者存有请求者所请求的键的时候，它将返回相应键的值。每一个RPC消息中都包含一个发起者加入的随机值，这一点确保响应消息在收到的时候能够与前面发送的请求消息匹配。

### 定位节点
节点查询可以异步进行，也可以同时进行，同时查询的数量由α表示，一般是3。在节点查询的时候，它先得到它K桶中离所查询的键值最近的K个节点，然后向这K个节点发起FIND_NODE消息请求，消息接收者收到这些请求消息后将在他们的K桶中进行查询，如果他们知道离被查键更近的节点，他们就返回这些节点（最多K个）。消息的请求者在收到响应后将使用它所收到的响应结果来更新它的结果列表，这个结果列表总是保持K个响应FIND_NODE消息请求的最优节点（即离被搜索键更近的K个节点）。然后消息发起者将向这K个最优节点发起查询，不断地迭代执行上述查询过程。因为每一个节点比其他节点对它周边的节点有更好的感知能力，因此响应结果将是一次一次离被搜索键值越来越近的某节点。如果本次响应结果中的节点没有比前次响应结果中的节点离被搜索键值更近了，这个查询迭代也就终止了。当这个迭代终止的时候，响应结果集中的K个最优节点就是整个网络中离被搜索键值最近的K个节点（从以上过程看，这显然是局部的，而非整个网络）。
节点信息中可以增加一个往返时间，或者叫做RTT的参数，这个参数可以被用来定义一个针对每个被查询节点的超时设置，即当向某个节点发起的查询超时的时候，另一个查询才会发起，当然，针对某个节点的查询在同一时刻从来不超过α个。

### 定位资源
通过把资源信息与键进行映射，资源即可进行定位，雜湊表是典型的用来映射的手段。由于以前的STORE消息，存储节点将会有对应STORE所存储的相关资源的信息。定位资源时，如果一个节点存有相应的资源的值的时候，它就返回该资源，搜索便结束了，除了该点以外，定位资源与定位离键最近的节点的过程相似。
考虑到节点未必都在线的情况，资源的值被存在多个节点上（节点中的K个），并且，为了提供冗余，还有可能在更多的节点上储存值。储存值的节点将定期搜索网络中与储存值所对应的键接近的K个节点并且把值复制到这些节点上，这些节点可作为那些下线的节点的补充。另外，对于那些普遍流行的内容，可能有更多的请求需求，通过让那些访问值的节点把值存储在附件的一些节点上（不在K个最近节点的范围之类）来减少存储值的那些节点的负载，这种新的存储技术就是缓存技术。通过这种技术，依赖于请求的数量，资源的值被存储在离键越来越远的那些节点上，这使得那些流行的搜索可以更快地找到资源的储存者。由于返回值的节点的NODE_ID远离值所对应的关键字，网络中的“热点”区域存在的可能性也降低了。依据与键的距离，缓存的那些节点在一段时间以后将会删除所存储的缓存值。分散式雜湊表的某些实现（如Kad）即不提供冗余（复制）节点也不提供缓存，这主要是为了能够快速减少系统中的陈旧信息。在这种网络中，提供文件的那些节点将会周期性地更新网络上的信息（通过FIND_NODE消息和STORE消息）。当存有某个文件的所有节点都下线了，关于该文件的相关的值（源和关键字）的更新也就停止了，该文件的相关信息也就从网络上完全消失了。

### 加入网络
想要加入网络的节点首先要经历一个引导过程。在引导过程中，节点需要知道其他已加入该网络的某个节点的IP地址和端口号（可从用户或者存储的列表中获得）。假如正在引导的那个节点还未加入网络，它会计算一个目前为止还未分配给其他节点的随机ID号，直到离开网络，该节点会一直使用该ID号。
正在加入Kademlia网络的节点在它的某个K桶中插入引导节点（负责加入节点的初始化工作），然后向它的唯一邻居（引导节点）发起FIND_NODE操作请求来定位自己，这种“自我定位”将使得Kademlia的其他节点（收到请求的节点）能够使用新加入节点的Node Id填充他们的K桶，同时也能够使用那些查询过程的中间节点（位于新加入节点和引导节点的查询路径上的其他节点）来填充新加入节点的K桶。这一自查询过程使得新加入节点自引导节点所在的那个K桶开始，由远及近，逐个得到刷新，这种刷新只需通过位于K桶范围内的一个随机键的定位便可达到。
最初的时候，节点仅有一个K桶（覆盖所有的ID范围），当有新节点需要插入该K桶时，如果K桶已满，K桶就开始分裂，（参见APeer-to-peer Information System 2.4）分裂发生在节点的K桶的覆盖范围（表现为二叉树某部分从左至右的所有值）包含了该节点本身的ID的时候。对于节点内距离节点最近的那个K桶，Kademlia可以放松限制（即可以到达K时不发生分裂），因为桶内的所有节点离该节点距离最近，这些节点个数很可能超过K个，而且节点希望知道所有的这些最近的节点。因此，在路由树中，该节点附近很可能出现高度不平衡的二叉子树。假如K是20，新加入网络的节点ID为“xxx000011001”，则前缀为“xxx0011……”的节点可能有21个，甚至更多，新的节点可能包含多个含有21个以上节点的K桶。（位于节点附近的k桶）。这点保证使得该节点能够感知网络中附近区域的所有节点。（参见A Peer-to-peer Information System 2.4）

### 查询加速
Kademlia使用异或来定义距离。两个节点ID的异或（或者节点ID和关键字的异或）的结果就是两者之间的距离。对于每一个二进制位来说，如果相同，异或返回0，否则，异或返回1。异或距离满足三角形不等式：任何一边的距离小于（或等于）其它两边距离之和。
异或距离使得Kademlia的路由表可以建在单个bit之上，即可使用位组（多个位联合）来构建路由表。位组可以用来表示相应的K桶，它有个专业术语叫做前缀，对一个m位的前缀来说，可对应2^m-1个K桶。（m位的前缀本来可以对应2^m个K桶）另外的那个K桶可以进一步扩展为包含该节点本身ID的路由树。一个b位的前缀可以把查询的最大次数从logn减少到logn/b.这只是查询次数的最大值，因为自己K桶可能比前缀有更多的位与目标键相同，（这会增加在自己K桶中找到节点的机会，假设前缀有m位，很可能查询一个节点就能匹配2m甚至更多的位组），所以其实平均的查询次数要少的多。（参考Improving Lookup Performance over a Widely-DeployedDHT第三部分）
节点可以在他们的路由表中使用混合前缀，就像eMule中的Kad网络。如果以增加查询的复杂性为代价，Kademlia网络在路由表的具体实现上甚至可以是有异构的。

## 学术意义
尽管异或标准对于理解Kademlia并不是必要，但是对于协议的分析却至关重要。异或运算形成了允许闭合分析的循环群，为了能够预见网络的行为和正确性，其他的一些分散式雜湊表协议和算法都要求模拟或复杂的形式分析，而Kademlia并不需要，另外，把位组作为路由信息也简化了Kademlia算法。

## 在文件分享网络中的应用
Kademlia可在文件分享网络中使用，通过制作Kademlia关键字搜索，我们能够在文件分享网络中找到我们需要的文件以供我们下载。由于没有中央服务器存储文件的索引，这部分工作就被平均地分配到所有的客户端中去：假如一个节点希望分享某个文件，它先根据文件的内容来处理该文件，通过运算，把文件的内容散列成一组数字，该数字在文件分享网络中可被用来标识文件。这组散列数字必须和节点ID有同样的长度，然后，该节点便在网络中搜索ID值与文件的散列值相近的节点，并把它自己的IP地址存储在那些搜索到的节点上，也就是说，它把自己作为文件的源进行了发布。正在进行文件搜索的客户端将使用Kademlia协议来寻找网络上ID值与希望寻找的文件的散列值最近的那个节点，然后取得存储在那个节点上的文件源列表。
由于一个键可以对应很多值，即同一个文件可以有多个源，每一个存储源列表的节点可能有不同的文件的源的信息，这样的话，源列表可以从与键值相近的K个节点获得。    文件的散列值通常可以从其他的一些特别的Internet链接的地方获得，或者被包含在从其他某处获得的索引文件中。
文件名的搜索可以使用关键词来实现，文件名可以分割成连续的几个关键词，这些关键词都可以散列并且可以和相应的文件名和文件散列储存在网络中。搜索者可以使用其中的某个关键词，联系ID值与关键词散列最近的那个节点，取得包含该关键词的文件列表。由于在文件列表中的文件都有相关的散列值，通过该散列值就可利用上述通常取文件的方法获得要搜索的文件。